# Pseudopalmuloidea
Pseudopalmuloidea es una superfamilia de foraminíferos que en las clasificaciones tradicionales hubiese sido incluida en el suborden Fusulinina del oden Fusulinida. Su rango cronoestratigráfico abarca desde el Eifeliense (Devónico medio) hasta el Frasniense (Devónico superior).

## Discusión
Clasificaciones más recientes hubiesen incluido Pseudopalmuloidea en el suborden Earlandiina, del orden Earlandiida, de la subclase Afusulinana y de la clase Fusulinata. También ha sido incluido en el Orden Pseudopalmulida. Normalmente es considerado un sinónimo posterior de Semitextularioidea.

## Clasificación
Caligelloidea incluía a la siguiente familia:
- Familia Pseudopalmulidae, considerado sinónimo posterior de Semitextulariidae